# Callum Hawkins
Callum Hawkins (nascido em 22 de junho de 1992) é um corredor britânico de longa distância, que foi selecionado para competir na maratona dos Jogos Olímpicos de 2016.

## Vida pessoal
Hawkins nasceu em 22 de junho de 1992 em Elderslie, perto de Paisley. Seu irmão mais velho, Derek também é um corredor de longa distância. Ele estudou engenharia mecânica na Universidade do Oeste da Escócia.

## Atletismo
No Campeonato Mundial de Corta-Mato de 2010, realizada em Bydgoszcz, Polónia, Hawkins terminou em 47º na corrida dos homens júnior em um tempo de 24 minutos e 21 segundos.
Em 2013, ele terminou em sétimo nos homens com menos de 23 segundos na corrida de nos campeonatos de Corta-Mato Europeu. Nos campeonatos de Corta-Mato europeus de 2014 ele melhorou a um quinto lugar na corrida de sub-23.
Hawkins competiu nos Jogos da Commonwealth de 2014, realizada em Glasgow, na Escócia, que representa o país anfitrião nos 10.000 metros masculinos, terminando em 20º.
Em outubro 2015 ele terminou o Great Scottish Run em um tempo de uma hora dois minutos e 42 segundos, estabelecendo um recorde pessoal para o segundo lugar geral atrás do ugandense Moses Kipsiro e ganhar a medalha de ouro para os atletas escoceses.  Mais tarde desse mês ele competiu em sua primeira maratona em Frankfurt, terminando décimo segundo em duas horas, 12 minutos e 17 segundos, numa corrida ganha pelo etíope Sisay Lemma. 
Na Maratona de Londres de 2016, seu segundo evento de longa distância, Hawkins terminou em oitavo no geral, e foi o primeiro atleta britânico qualificado para terminar, em um tempo de duas horas e 10 minutos e 52 segundos. Desta vez, estava dentro do tempo de qualificação de duas horas e 14 minutos necessários para ganhar-lhe um lugar na equipa da Grã-Bretanha para os Jogos Olímpicos de 2016, realizadas no Rio de Janeiro, Brasil. Ele será acompanhado na maratona masculina por atletas britânicos companheiros, Tsegai Tewelde e seu irmão Derek Hawkins.
Na maratona olímpica de 2016, ele terminou em nono.